# جین بون
جین بون (انگلیسی: Jane Bown; ۱۳ مارس ۱۹۲۵ – ۲۱ دسامبر ۲۰۱۴) عکاس اهل بریتانیا بود. او به واسطه عکس‌های پرتره‌ای که از هنرمندان مشهور همچون ساموئل بکت، اورسون ولز و … گرفت شناخته می‌شود.

## زندگی‌نامه
جین بون عکاس شاخص بریتانیایی است و بیش از هر چیز، پرتره‌هایش شهرت جهانی دارد. اوکه متولد ۱۹۲۵ است، در مدرسه هنرهای گیلفورد درس خوانده و کار حرفه‌ایش را از ۶۰ سال پیش با چاپ پرتره برتراند راسل در هفته نامه آبزرور آغاز کرد. . عکس‌های جین بون در چهار کتاب با نام‌های چشم لطیف (۱۹۸۰)، مردان مهم (۱۹۸۷)، گربه مفرد (۱۹۸۸)، چهره ها(۲۰۰۰) و بون گمنام (۲۰۰۷) منتشر شده‌است. بون در سال ۱۹۹۵ نشان افتخاری سلطنتی دریافت کرد. هنگامی که ملکه الیزابت او را «هنرمند» نامید، مؤدبانه این لقب را رد کرد و گفت:
«من هنرمند نیستم، تنها یک ثبت‌کننده هستم.»
عکس‌های جین بون معمولاً سیاه و سفید هستند و با نور طبیعی گرفته می‌شوند. شهرت بون ثبت سریع و با اطمینان از نماهای منحصربه فرد است. مشهور است که او اغلب عکس‌های خود را درست پیش از موعد نهایی، و گاهی در میان یک گفتگوی شتابزده می‌گیرد.